# Liza falcipinnis
Liza falcipinnis és un peix teleosti de la família dels mugílids i de l'ordre dels perciformes.
Pot arribar als 41 cm de llargària total.
Es troba des de les costes de Mauritània fins al riu Congo i Angola.